# آسیاب کوچک محله ک باغ
آسیاب کوچک محله کوچه باغ مربوط به اوایل دوره قاجار است و در میبد، محله کوچه باغ، سمت غرب معبر حسینیه واقع شده و این اثر در تاریخ ۱۶ شهریور ۱۳۸۳ با شمارهٔ ثبت ۱۱۱۰۵ به‌عنوان یکی از آثار ملی ایران به ثبت رسیده است.